# 李光林
李光林（1910年—1935年12月24日），朝鲜族，吉林延边人，东北抗日联军将领，东北反日联合军第五军第二师政治部主任，2015年8月入选《著名抗日英烈、英雄群体名录》。

## 早年生涯
1910年，李光林出生于清吉林省延吉府。小学校毕业后，他考入龙井的一个中学，但后因家境贫困而不得肄业。李光林在年少时期就加入革命运动，1929年在随父亲到汪清和东京城探亲期间，他向当地青年介绍东满的革命运动，后在中共宁安县委的领导下在南湖头带领当地农民发动抗租斗争:121。同年，他加入中国共产主义青年团，不久又加入中国共产党:59。
1931年九一八事变后，李光林被任命为共青团宁安县委书记。他动员青年参加抗日斗争，为救国军和游击队输送青年党团员。1932年，他协助金根和朱守一组建了“北满工农义勇队”。关东军在1933年初大举进攻吉东時，王德林和李杜退却到苏联、救国军全面溃散，但李光林在吉东全部被日军占领的情况下仍然坚守，继续从事地下斗争。1月中旬，他奉中共绥宁中心县委之命向李延禄和孟泾清传达了联合救国军组建抗日游击军的指示。1月下旬，抗日救国游击军（抗联第四军前身）正式成立。李光林在成立大会上代表县委宣布任命李延禄为司令，孟泾清为政治委员。此后，抗日救国游击军在团山子先后打了两个胜仗。1933年，李光林被任命为吉东局团委常委，次年又被任命为吉东局团委书记兼吉东局巡视员。:59-60:121-124:171

## 师政治部主任
1934年底，中共吉东特委、宁安县委和绥宁反日同盟军党委决定在绥宁反日同盟军的基础上联合其它抗日武装成立“东北反日联合军第五军”。1935年1月，李光林被派往汪清说服柴世荣和傅显明的部队接受改编。同年2月，东北反日联合军第五军第二师在汪清成立。傅显明任师长，李光林任政治部主任。第二师成员复杂，汉族、朝鲜族战士混编，李光林为二师的改编有顯著的貢獻。:62-63:236-237:172-173
1935年冬，由于日军对抗联队伍的大规模讨伐，五军的物资供应出现困难，李光林和傅显明分头带队去征集物资。同年12月24日，由于有人告密，李光林和20名战士在宁安县江南山东屯（今江南乡新兴村）被一个团的兵力包围，两小时激战耗尽弹药后被俘，后被杀害，时年25岁。:258:271:63-64:126